# Politiker
Als Politiker oder Politikerin wird eine Person bezeichnet, die ein politisches Amt oder Mandat innehat oder in sonstiger Weise politisch wirkt. Politiker sind meist Mitglied einer Partei.
Es wird unterschieden zwischen Berufspolitikern, die als Abgeordneter im Parlament, als Parlamentarischer Staatssekretär, Minister in der Regierung oder als Funktionär von ihrer jeweiligen Partei bezahlt werden, und ehrenamtlich arbeitenden Politikern, die neben ihrem Hauptberuf politisch tätig sind, beispielsweise im politischen System der Schweiz oder bei den meisten Kommunalpolitikern in Städten und Gemeinden. Die politische Einflussnahme aus berufsständischen Interessen – unabhängig von der Beschäftigungsart der Akteure – wird ebenfalls als Berufspolitik bezeichnet.

## Beschreibung
Politiker können auf allen Ebenen eines Staates oder einer Partei agieren. Manchmal werden sie entsprechend benannt (Bundespolitiker, Landespolitiker, Kommunalpolitiker). Politische Ämter können Regierungsämter (zum Beispiel Minister) oder ein Amt in einer Partei (zum Beispiel Parteivorsitzender, dort ohne Volkswahl) sein. Politische Mandate werden in den Gremien der Legislative und in einigen Positionen der Exekutive ausgeübt. Verschiedene Denkrichtungen sehen eine Trennung von Amt und Mandat als wünschenswert an.
Politiker haben das Ziel, durch ihr Denken Probleme der Gesellschaft zu lösen und durch ihr Handeln Einfluss auf politische Entscheidungen zu nehmen. Hierzu können sie zum einen ihre durch politische Ämter gesicherten Rechte nutzen (zum Beispiel bei Abstimmungen im Parlament). Außerdem können sie durch Meinungsäußerung Einfluss nehmen.
Als Mitglied einer Partei vertreten Politiker die Interessen und Standpunkte der jeweiligen Partei. Es gibt jedoch auch Politiker, die sich keiner Partei anschließen (Parteilose) oder deren Aufgabe nicht die Interessenvertretung ihrer Partei ist (zum Beispiel Präsidenten eines Staates).
Kommunalpolitiker arbeiten grundsätzlich ebenfalls ehrenamtlich als Mitglieder des Gemeinderats, des Kreistags oder seiner Ausschüsse. Überwiegend werden auch die hauptamtlichen kommunalen Wahlbeamten nicht nur als Leiter der Kommunalverwaltung, sondern auch als Kommunalpolitiker angesehen. Grundsätzlich kann festgestellt werden, dass in kleineren Kommunen parteipolitische Motive eine geringere Rolle spielen, als in größeren.
Als Gelegenheitspolitiker werden darüber hinaus auch Personen bezeichnet, die in sonstiger Weise politisch wirken, etwa eine politische Rede auf einer Versammlung halten. Im weitesten Sinne zählt Max Weber auch Wähler im Moment der Stimmabgabe zu den Gelegenheitspolitikern. Er definiert Politiker als all diejenigen, die „‚Politik‘ treiben – also: die Machtverteilung zwischen und innerhalb politischer Gebilde zu beeinflussen trachten“.

## Theorien zum politischen Handeln
Im Studiengang Politikwissenschaft werden Motivationen und Handlungen von einzelnen Personen, die in der Politik tätig, sind ebenso wissenschaftlich analysiert, wie die öffentliche Meinung, die Rolle der Massenmedien und das Wahlverhalten.

### Ethische Ansätze zur Erklärung von Politikerhandeln
Grundsätzliche Bedeutung für die politische Motivation Einzelner hat der Wunsch, gute politische Entscheidungen herbeizuführen, um beispielsweise der eigenen Region oder dem ganzen Land zu helfen. Dies führt zu einem Einsatz zum Wohle aller Bürger, wie es beispielsweise die Verantwortungsethik postuliert.
Oft werden diese langfristigen Ziele jedoch von den Wählern nicht als beste Wahl wahrgenommen, weswegen der politische Erfolg solcher Positionierungen begrenzt ist. Ferner gehen die Auffassungen darüber, was langfristig das „Wohl aller Bürger“ beziehungsweise das „Wohl des Staatsvolkes“ darstellt sowie auf welchem Weg dieses erreicht werden soll, auseinander. Auch dies trägt dazu bei, dass sich im politischen Wettbewerb nicht zwangsläufig das „beste“ Modell durchsetzt. Zweifelsohne lässt sich auch für Politiker, deren Handeln an ihren Zielen orientiert ist, ein karrierebezogenes Politikerbild erklären: Die Überzeugung, selbst die richtigen Entscheidungen zu treffen, führt zu einem Streben nach Macht und Einfluss.

### Ökonomische Theorie der Politik
Einen weniger positiven Ansatz zur Erklärung des Handelns von Politikern mit wirtschaftlichen Grundsätzen liefert die Neue Politische Ökonomie (NPÖ). Sie erklärt Strukturen und Verhalten überwiegend auf Basis der neoklassischen Theorie. Grundsätzliche Annahme ist dabei, dass sich Politiker als rationale Nutzenmaximierer verhalten. Dies bedeutet im Wesentlichen, dass Politiker eine starke Wiederwahlorientierung haben und deswegen eine Politik betreiben, die bei den nächsten Wahlen zu einer Stimmenmaximierung führt.
Hierzu lassen sich zwei wichtige Stränge unterscheiden:

#### Orientierung an kurzfristigen Zielen
Ein gemäß der NPÖ nutzenmaximierender Politiker wird bei seinen Entscheidungen berücksichtigen, dass der Wähler eher die Erreichung kurzfristiger Ziele als das Anstreben langfristiger Ziele honoriert, da der Wähler selbst eine starke Gegenwartspräferenz aufweist, was wiederum daran liegt, dass langfristig ausgerichtete Konzepte dem politisch und ökonomisch weniger gebildeten Wähler wegen der hohen Komplexität nicht vermittelbar sind. Auf Wiederwahl bedacht wird der Politiker daher vor kurzfristig schmerzhaften Maßnahmen zurückschrecken, auch wenn diese ökonomisch oder politisch unbedingt nötig sind.

#### Orientierung am Medianwähler
Ein wichtiger Ansatz in diesem Zusammenhang ist das Medianwählermodell: Geht man bei Politikern vom Ziel der Stimmenmaximierung aus, so führt ein Politiker beziehungsweise eine Partei genau diejenige Politik aus, die der Medianwähler wünscht. Dadurch werden von den großen Parteien politische Ränder und Problembereiche vernachlässigt.
Zudem können für den Bürger sichtbare, ökonomisch aber nicht zwangsläufig vernünftige Maßnahmen unterstellt werden, während möglicherweise wichtigeren Zielen, die jedoch nicht vom Wähler als solche erkannt werden, nicht nachgegangen wird. Vielmehr können dann individuell spürbare Maßnahmen bei wenig spürbaren Belastungen für den Wähler unterstellt werden.